# Графы Тускулумские
Графы Тускулумские (итал. Conti di Tuscolo), Теофилакты — один из самых могущественных родов Италии в X—XII вв., на протяжении X—XI вв. выдвинувший ряд пап и антипап, контролировавший государственную политику.
Взяв в начале X века контроль над властью в Риме, графы Тускулумские создали формулу, которая разрешила дуализм гражданской и религиозной власти в Святом городе: один из членов семьи становился папой (религиозный лидер), а второй консулом (гражданский лидер). При этом было общепринято, чтобы папа выбирался из знати Рима (noble-papacy).
Придерживались провизантийской и антигерманской политики. Власть этого рода была чрезвычайно велика, в частности, представительницы первого и второго поколения этой семьи — Феодора и Марозия — ответственны за целый период в истории папства, называемый порнократия (владычество блудниц), так как назначали папами своих фаворитов и родственников. По окончании этого периода контроль над Римом выскользнул из их рук и перешёл к извечным соперникам — клану Кресцентиев.
Закат влияния графов стал очевидным с началом правления Льва IX в 1049 году. Именно их владычество привело к реакции, известной как григорианская реформа. Последующие события (с 1062 г.) подтвердили произошедшие фундаментальные изменения в государственных настроениях. Графы стали поддерживать императоров Священной Римской империи против римских реформаторов. С 1059 г. папский декрет Николая II закрепил новые правила избрания папы (конклав), тем самым положив конец правилу «знатных пап».
Последним графом Тускулумским был Ранульф, скончавшийся в 1179 г. и отдавший город Тускул и титул папе римскому, но, как считается, его дядя Петр стал родоначальником прославившейся позднее семьи Колонна.

## Происхождение рода
Родоначальником династии является Теофилакт, граф Тускулумский (комит Тускулум). Его происхождение не ясно, возможно имел германские или же византийские корни. Командовал военными силами Рима. В 901 году он впервые упоминается как сенатор Рима и доверенное лицо Людовика Прованского, императора Запада. Возможно, находился в родственных связях с папой Сергием III.
История ранних поколений семьи, а также некоторых ветвей позднего времени, не прослеживается с ясностью. Ученые предлагают несколько вариантов реконструкции родословного древа.

## Список графов
1. Теофилакт I (до 864—924 или 925)
2. Альберих I Сполетский (ум. 924) — зять предыдущего, муж Марозии, дочери Теофилакта
3. Альберих II Сполетский (род. 912), сын, граф в 924—954 гг.
4. Григорий I, граф Тускулумский — сын (или внук) предыдущего, граф ок. 954—1012 гг. Титулы — Excellentissimus vir — Praefectus navalis; передал в дар Нилу Россанскому земли будущего монастыря Гроттаферрата
5. Теофилакт II, сын, граф до 1012 гг., в 1012—1024 гг. — папа римский
6. Роман, брат предыдущего, граф в 1012—1024 гг., в 1024—1032 — папа римский. Титулы — Consul et dux, senator.
7. Альберик III, граф Тускулумский, брат предыдущего, граф в 1032—1045 гг. Титулы — Imperialis palatii magister Consul et dux — Comes sacri palatii Lateranensis.
8. Теофилакт III, (род. 1012), сын, граф в 1024—1032 гг., с 1032 — папа римский (три срока)
9. Григорий II, граф Тускулумский, брат предыдущего, граф в 1044—1058. Титулы — Consul, nobilis vir, senator Comes Tusculanensis.
10. Григорий III, граф Тускулумский, брат, граф в 1058 — ок.1108 гг. Титулы — Comes Tusculanensis Consul, illustris.
11. Птолемей I, граф Тускулумский, сын, граф в ок. 1108—1126 гг. Титулы — Consul, comes Tusculanus.
12. Птолемей II, граф Тускулумский, сын, граф в 1126—1153 гг. Соправитель с братом. Титулы — Comes de Tusculano.
13. Ранульф, граф Тускулумский, брат предыдущего, граф в 1153—1179. Соправитель с братом. Титулы — Nobilis vir, dominus.
14. Джионата, сын Птолемея I, граф

## Список пап из рода Теофилактов
- Иоанн XI (931—935) — сын Марозии
- Иоанн XII (955—964) — сын Альберика II
- Бенедикт VII (974—983) — папа, сын Деодата (Давида)
- Бенедикт VIII — (1012—1024), бывший граф, сын графа Григория I
- Иоанн XIX — (1024—1032), бывший граф, брат предыдущего
- Бенедикт IX — (1032—1048), бывший граф, сын Альберика III
- Бенедикт X — (1058—1059), антипапа, племянник предыдущего, сын Гвидо
- Виктор IV (второй) — антипапа, племянник графа Ранульфа

## Прочие
- Иоанн I, сын Теофилакта II
- Гай, Петр и Октавиан — братья Григория II